# EVA Air
EVA Airways Corporation (кит. трад. 長榮 航空, пиньинь Chángróng hángkōng, палл. Чанжун ханкун) — тайваньская международная авиакомпания, базирующаяся в аэропорту Тайань-Таоюань. Компания предоставляет пассажирские и грузовые авиаперевозки более чем в 60 направлениях Азии, Австралии, Европы и Северной Америки. Штаб-квартира авиакомпании находится в городе Таоюань. EVA Air является второй по величине тайваньской авиакомпанией после China Airlines.
Парк самолётов состоит из Airbus A321, Airbus A330, Boeing 787,  и Boeing 777 — для пассажирских перевозок и Boeing 747, Boeing 777 — для грузовых маршрутов. Авиакомпания была одной из первых, которая ввела премиум эконом класс на Boeing 777.

## История

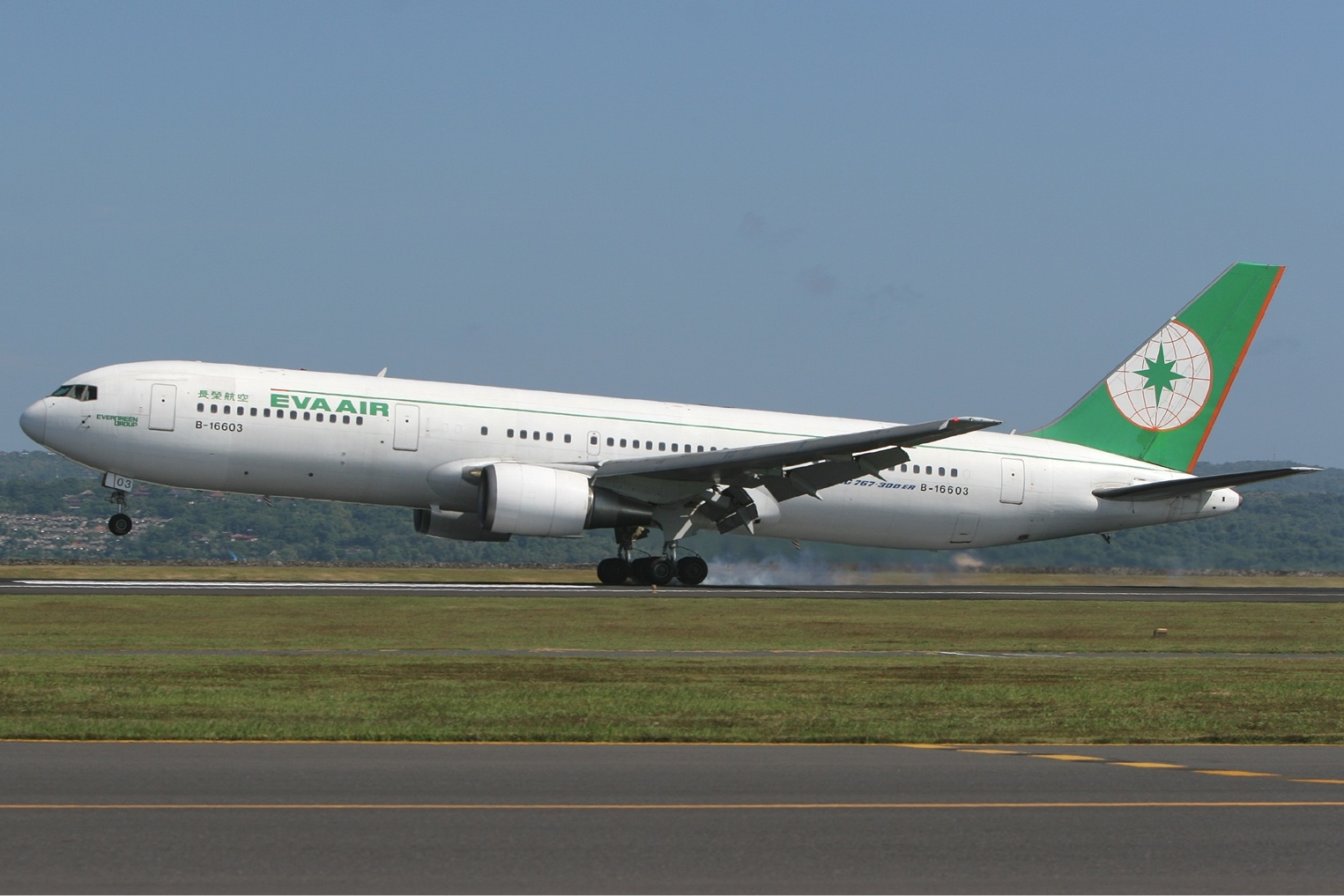
Boeing 767 — первый самолёт компании

В сентябре 1988 года во время 20-й годовщины со дня основания Evergreen Group, председатель компании Чанг Юнг-фа объявил о намерении создать первую частную международную авиакомпанию Тайваня. Авиакомпания первоначально должна была называться Evergreen Airways. В октябре 1989 года EVA Airways заказ на 26 самолётов Boeing и от McDonnell Douglas. Авиаперевозки начались с 1 июля 1991 года с небольшим парком Boeing 767-300ER. Начальные пункты назначения были Бангкок, Сеул, Джакарта, Сингапур, Куала-Лумпур. К концу года сеть маршрутов была расширена, также добавился рейс в Вену.

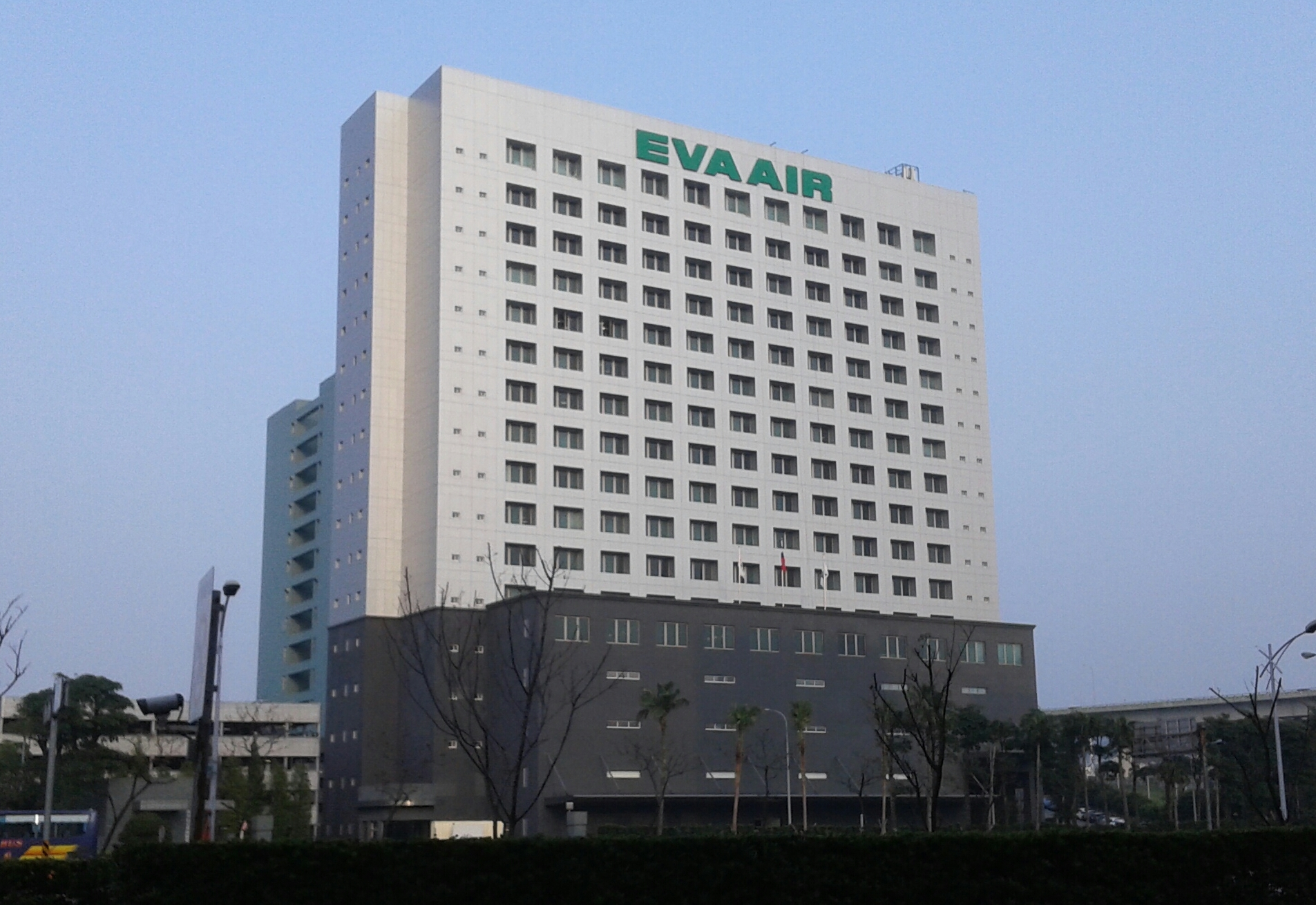
Штаб-квартира

В 1992 году авиакомпания получила первый Boeing 747, который стал летать в Лос-Анджелес. В 1993 году добавились рейсы в Сиэтл. В 1994 году EVA Air обслуживает 22 направления по всему миру и перевозит более 3 миллионов пассажиров в год. В 1997 году авиакомпания получила официальную сертификацию ISO 9002 в области обслуживания пассажиров, грузов и услуги по техническому обслуживанию. В 1995 году авиакомпания начала грузовые авиаперевозки на самолёте McDonnell Douglas MD-11 в Тайбэй, Сингапур, Пинанг, Сан-Франциско, Нью-Йорке и Лос-Анджелес.

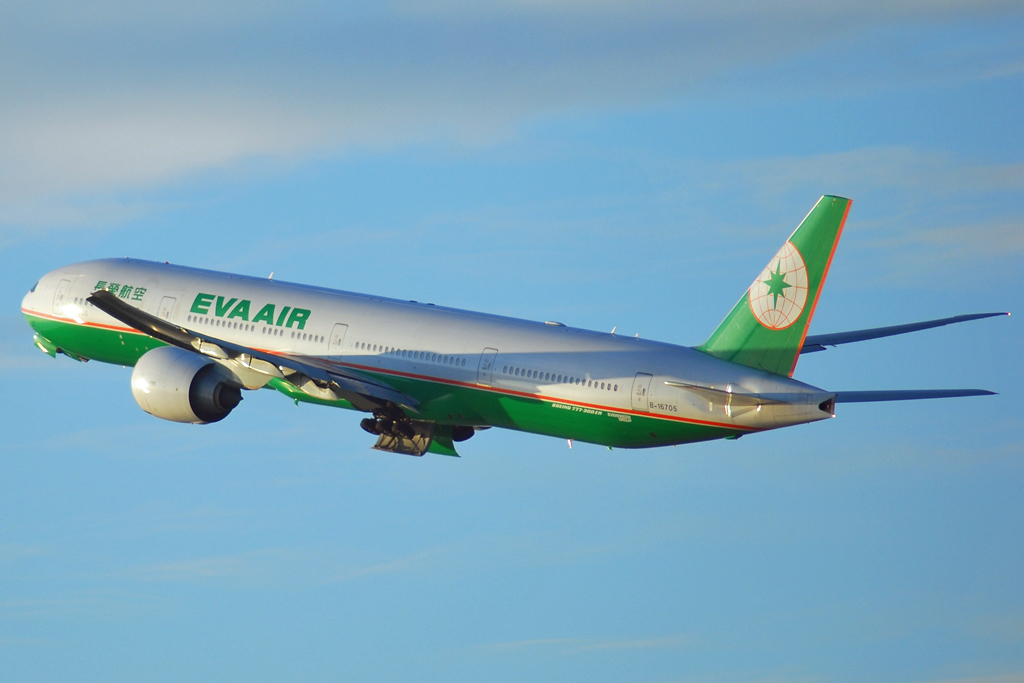
Boeing 777 в ливрее Eva Air

В 2000 году EVA Air стала обновлять свой флот на Boeing 777-300ER, Boeing 777-200LR (на рейсы в США), Airbus A330 (для рейсов в Азию). В 2001 году, EVA Air начала перечислять публичные размещения акций на Тайваньской фондовой бирже. В 2007 году, EVA Air запустила беспересадочные рейсы в Нью-Йорк и Париж.
В 2013 году EVA Air стала полноправным членом Star Alliance.
В октябре 2014 года EVA Air объявила расширить свою сеть по Северной Америке путём добавления новых маршрутов в Хьюстон в 2015 году и Чикаго в 2016 году.
В октябре 2015 года EVA Air объявила о своём намерении приобрести до 24 Boeing 787 Dreamliner и два дополнительных 777-300ER.